# دانيال كوسغروف
دانيال كوسغروف (بالإنجليزية: Daniel Cosgrove)‏ مواليد 16 ديسمبر 1970 في نيو هيفن، هو ممثل أمريكي بدأ مسيرته الفنية سنة 1996.

## الأعمال
- أول ماي تشيلدرن
- بيفرلي هيلز 90210
- غايدنغ لايت
- ذا غود وايف
- أز ذا وورلد تيرنز
- بيرسون أوف إنترست
- أيام حياتنا

## روابط خارجية
- دانيال كوسغروف على موقع IMDb (الإنجليزية)
- دانيال كوسغروف على موقع إن إن دي بي (الإنجليزية)
- دانيال كوسغروف على موقع قاعدة بيانات الفيلم (الإنجليزية)